# Vision Thing
Vision Thing är The Sisters of Mercys tredje studioalbum. Det släpptes hösten 1990, och innehåller åtta spår, och är dessutom deras senaste studioalbum. 

## Bakgrund
Albumet spelades in i PUK-studios i Danmark. Ny gitarrist var den unge tysken Andreas Bruhn, och Tony James från Sigue Sigue Sputnik var basist. Under slutet av inspelningen tillkom gitarristen Tim Bricheno från All About Eve.
Andrew Eldritch producerade albumet förutom den första singeln "More" som han skrev och producerade tillsammans med Jim Steinman. Singeln hamnade på plats 14 på UK Singles Chart och albumet hamnade på plats 11 på UK Albums Chart. Även "Doctor Jeep" och "When You Don't See Me" släpptes som singlar.  
Efter albumsläppet, i november 1990 spelade The Sisters of Mercy i England för första gången sedan 1985, på Wembley Arena, som sedan efterföljdes av flera konserter och turnéer.

## Låtlista
1. "Vision Thing" (Eldritch) - 4:35
2. "Ribbons" (Eldritch) - 5:28
3. "Detonation Boulevard" (Bruhn/Eldritch) - 3:49
4. "Something Fast" (Eldritch) - 4:37
5. "When You Don't See Me" (Bruhn/Eldritch) - 4:54
6. "Doctor Jeep" (Bruhn/Eldritch) - 4:41
7. "More" (Steinman/Eldritch) - 8:23
8. "I Was Wrong" (Eldritch) - 6:05

2006 släpptes en remastrad version med följande extralåtar:
- "You Could Be the One" (Bruhn/Eldritch) - 3:59
- "When You Don't See Me (remix)"
- "Doctor Jeep (extended version)"
- "Ribbons (live, Hamburg 1990)"
- "Something fast (live, Hamburg 1990)"

## Medverkande
- Andrew Eldritch: sång, gitarr
- Andreas Bruhn: gitarr
- Tim Bricheno: gitarr
- Tony James: elbas
- Doktor Avalanche: trummor
- John Perry: slidegitarr på Detonation Boulevard
- Maggie Reilly: sång